# Корнейко, Василий Харитонович
Василий Харитонович Корнейко (1924—1944) — Гвардии младший лейтенант Рабоче-крестьянской Красной Армии, участник Великой Отечественной войны, Герой Советского Союза (1944).

## Биография
Василий Корнейко родился в 1924 году в селе Юрченково (ныне — Чугуевский район Харьковской области Украины). Окончил девять классов школы. В июле 1942 года был эвакуирован в Узбекскую ССР. В октябре того же года Корнейко был призван на службу в Рабоче-крестьянскую Красную Армию. С того же времени — на фронтах Великой Отечественной войны. Летом 1943 года был ранен по Харьковом. К марту 1944 года гвардии младший лейтенант Василий Корнейко командовал пулемётным взводом 60-го гвардейского стрелкового полка 20-й гвардейской стрелковой дивизии 37-й армии 3-го Украинского фронта. Отличился во время форсирования Южного Буга.
В ночь с 25 на 26 марта 1944 года взвод Корнейко переправился через Южный Буг в районе села Натягайловка Вознесенского района Николаевской области Украинской ССР и принял активное участие в боях за захват и удержание плацдарма на его западном берегу. В течение двух суток он держал оборону, уничтожив большое количество солдат и офицеров противника. 27 марта 1944 года Корнейко погиб в бою. Похоронен в братской могиле на площади 1 мая в Вознесенске.

## Награды
Указом Президиума Верховного Совета СССР от 13 сентября 1944 года за «образцовое выполнение боевых заданий командования на фронте борьбы с немецкими захватчиками и проявленные при этом мужество и героизм» гвардии младший лейтенант Василий Корнейко посмертно был удостоен высокого звания Героя Советского Союза. Также был награждён орденами Ленина и Красной Звезды.

## Память
В честь Корнейко установлена стела в Вознесенском парке.